# Brug 1047

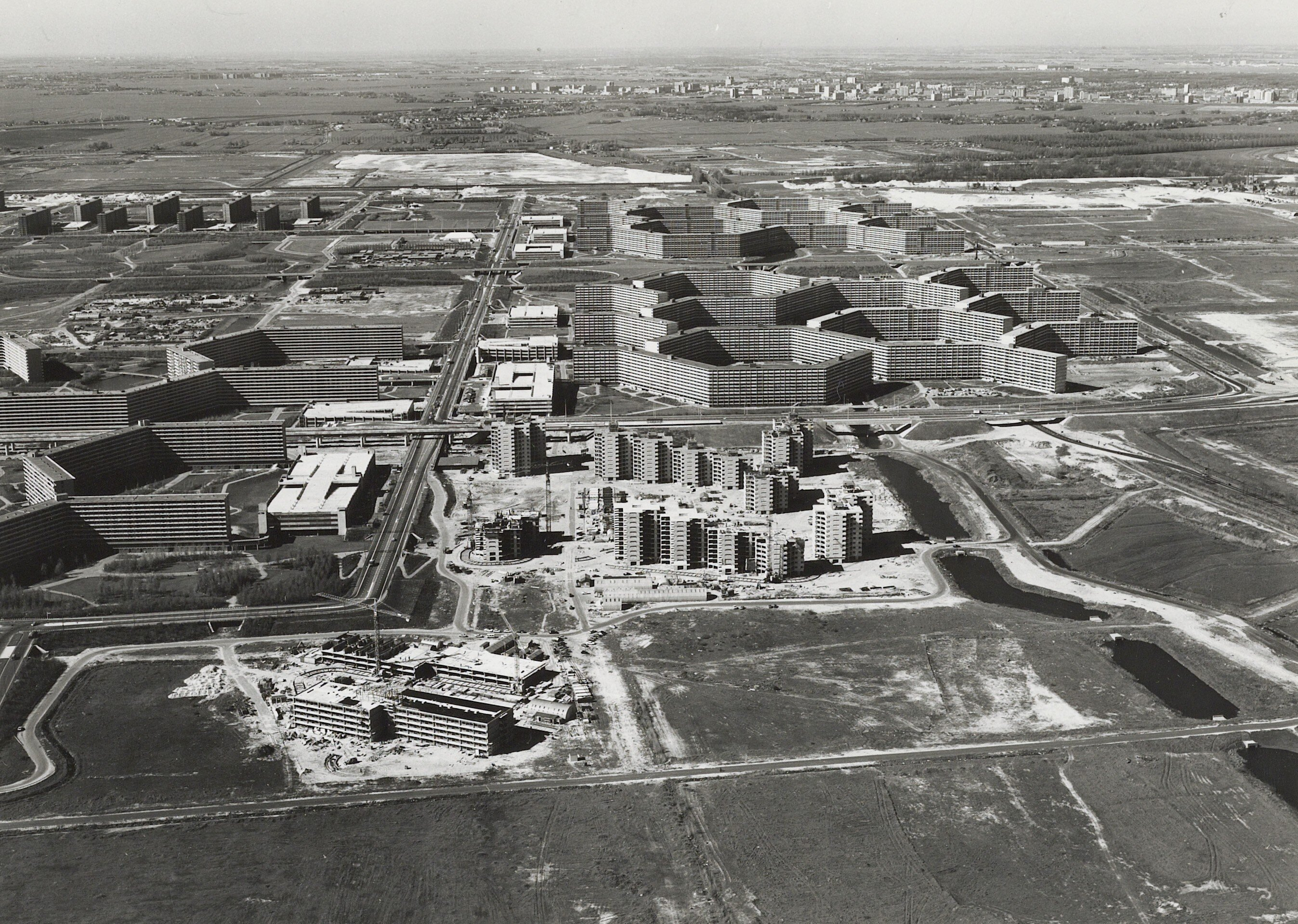
Voor de luskruising Bijlmerdreef (van onder naar boven) en Gooiseweg (van links naar rechts) in de afslag brug 1047 (1974)

Brug 1047 was een bouwkundig kunstwerk in Amsterdam-Zuidoost.
Ze maakte vanaf 1968 deel uit van de infrastructuur van deze toen al in bouw zijnde woonwijk. In de woonwijk werd een systeem van gescheiden verkeersstromen geïntegreerd. Snelverkeer werd afgewikkeld via dreven op een dijklichaam, langzaam verkeer werd afgewikkeld op straten en paden op maaiveld niveau. Dit werd nog eens benadrukt doordat de snelweg Gooiseweg nog een niveau hoger lag. Om dit te kunnen realiseren was een groot pakket aan bruggen en viaducten nodig. Deze werden voor het merendeel ontworpen door architect Dirk Sterenberg voor of in samenwerking met de Dienst der Publieke Werken. Sterenberg ontwierp daarbij viaducten en bruggen in allerlei maten. Brug 1047 werd gebouwd toen de Bijlmerdreef met een halfklaverbladaansluiting werd aangesloten op diezelfde Gooiseweg. Voor die aansluiting waren drie kunstwerken nodig over het Ganzenhoefpad (voor voetgangers en fietsers). De grote centrale brug over Bijlmerdreef en fietspad kreeg nummer 1046 (Bijlmerdreefbrug) geflankeerd door twee bruggen onder de afslag door, waarvan brug 1042 de westelijke is en brug 1047 de oostelijke is.
De viaducten van Sterenberg zijn te herkennen aan de afgeronde randplaten, de standaard leuningen, de betegeling van de taluds en betonblokken op het wegdek, zo ook hier. Ook standaard is de lengte van de overspanning, meest 17 meter.
Bij nieuw inzicht in de jaren negentig zag de Gemeente Amsterdam bij de herinrichting en afwaardering van de Gooiseweg liever een andere kruising. In plaats van twee op- en afritten in twee richtingen koos men rond 2006 voor vier op- en afritten met één richtingsverkeer, een zogenaamde Haarlemmermeeraansluiting. Daarbij werd een grotere hellingshoek gekozen, waardoor de op- en afritten langer op maaiveldniveau kwam te liggen; de twee voetgangers- en fietsviaducten werden daartoe gesloopt.
<<< · 1000 · 1001 · 1002 · 1003 · 1004 · 1005 · 1006 · 1007 · 1008 · 1009 · 1010 · 1011 · 1012 · 1013 · 1014 · 1018 · 1028 · 1029 · 1030 · 1032 · 1033 · 1034 · 1035 · 1036 · 1037 · 1038 · 1039 · 1040 · 1041 · 1044 · 1045 · 1046 · 1048 · 1049 · 1050 · 1051 · 1062 · 1063 · 1064 · 1065 · 1066 · 1067 · 1076 · 1077 · 1078 · 1083 · 1090 · 1092 · 1093 · 1094 · 1095 · 1096 · 1097 · 1098 · 1099 · >>>
Brugnummers  1015, 1016, 1017, 1019, 1020, 1021, 1022, 1023, 1024, 1025, 1026, 1027, 1031, 1042, 1043, 1047, 1052/1053 (niet gebouwd), 1054, 1055, 1056, 1057, 1058, 1059, 1060, 1061, 1068, 1069-1075, 1079, 1080, 1081, 1082, 1084-1088, 1089 en 1091 (onbekend) zijn niet meer vergeven. De meesten daarvan zijn gesloopt in verband met sanering Zuidoost. Alle bruggen lagen en liggen in Zuidoost behalve bruggen 1000 en 1002.